# Іскітим
Іскітим — місто (з 1938) в Новосибірській області Росії. Утворює міський округ місто Іскітим, а також є адміністративним центром Іскітимського району. Входить у Новосибірську агломерацію.
Населення — 56 509 осіб (2025).
Голова міста — Сергій Завражин.

## Географія
Місто розташоване на річці Бердь (права притока Обі), за 26 км на південь від Новосибірська.
Залізничний вокзал Іскітим знаходиться за 57 км від вокзалу Новосибірськ-Головний.

## Історія
Іскітим: від назви проживаючих у даній місцевості аборигенів-племінної групи степових телеутів, які називали себе «аскіштім (ашкітім, азкештім)»; з тюркського — «яма» або «чаша», дійсно місто знаходиться в улоговині.
У 1717 році з'явилися села: Шипуново, Койнова, Чернодирово (за назвою річки Чернодирихи, яка була необґрунтовано перейменована в Чорну за радянських часів) і Вилково. У XIX і на початку XX століття територія майбутнього Іскітиму відносилася до Каїнського повіту (округу) Томської губернії, після встановлення радянської влади — Барабинського повіту. У 1929 році геологи в околицях знайшли вапняк і глинистий сланець. З 1930 по 1934 рр. будувався Чорноріченський цементний завод. У 1933 році з'явилося робітниче селище Іскітим, утворене з навколишніх сіл. У 1938 році населеному пункту надано статус міста.

## Промисловість
Основні підприємства міста: цементний завод, шиферний завод (завод азбестоцементних виробів), завод «Теплоприбор», дослідний механічний завод (закритий), комбінат будівельних матеріалів, каменеобробний завод (ІскітимМраморГраніт), два заводи залізобетонних виробів, асфальтний завод, вапняковий кар'єр, Новосибірський завод штучного волокна, меблева фабрика (закрита), підприємство з виготовлення сендвіч-панелей. Є підприємства харчової промисловості: молочний комбінат, хлібокомбінат (закритий), кондитерська фабрика, фабрика морозива "Гроспірон".

## Освіта
У Іскітимі зараз працюють 13 загальноосвітних шкіл. З них дві — для дітей з особливостями розвитку.
Середня школа №8 у місті з лютого 2024 року знаходиться на ремонті, через це діти почали вчитися у дитячому садку "Ведмедик". Місцеві депутати обіцяли, що школа буде відремонтована до 1 вересня, однак так не трапилось.
Також у місті є медичний технікум і коледж.

## Транспорт
На сьогоднішній день транспорт у місті представлений виключно автобусами та маршрутними таксі. Приватні та муніципальний перевізник обслуговують наступні маршрути:
№1 "Шипуново - Київська"
№2 "Київська - Газова"
№3 "Пролетарська - Газова"
№3А "Пролетарська Газова" (із заїздом на кладовище та поліклініку №2)
№4 "Газова - Берегова"
№6А (дачний) "Київська - Обська затока"
№6Б (підвіз до 6А) "Поліклініка №2 - Київська"
№7 "Залізничний вокзал - Бердське спільне господарство - Поліклініка №2"
№9 "Залізничний вокзал - Кільцева (мікрорайон Ложок)"
№9А "Залізничний вокзал - Кільцева (мікрорайон Ложок)" (через Підгірський мікрорайон)
№11 "Кар'єр - Кільцева (мікрорайон Ложок) із заїздом у Шипуновський мікрорайон)
№12 "Залізничний вокзал - Поліклініка №2"
№14 "Поліклініка №2 - Житловий масив Ясний - Залізничний вокзал"
№17 "Житловий масив Західний - Жіноча консультація"
№035 (дачний) "Пролетарська - СНТ "Зелений бір" "
№67/1 (дачний) "Газова - СНТ "Івушка".

### Рухомий склад
Рухомий склад автобусів та маршрутних таксі в Іскітимі наступний:
ПАЗ-4234 (міські та дачні маршрути №1, №2, №3, №4, №6А, №6Б, №7, №9, №9А, №11, №12, №14)
НефАз-5299 (міські та дачні маршрути №1, №2, №3, №4, №6А, №6Б, №9А)
ГАЗ-A65R35 (міські маршрути №3А, №12)
ГАЗ-A64R45 Next (міські маршрути №12, №17)

### Списаний рухомий склад
ЛіАЗ-5256 (міські та дачні маршрути №1, №2, №3, №4, №5, №6, №6А, №6Б, №9, №9А)
ЛіАЗ-6212 (дачний маршрут №6А)
МАРЗ-5277 (міські маршрути №1, №2, №3, №4, №5, №6, №9, №9А)
Setra S140ES (міські маршрути №12, №14)
Mercedes-Benz O305G (міські маршрути №2, №3)